# Louis Kammerer
Pour les articles homonymes, voir Kammerer.
L'abbé Louis Kammerer, né le 26 septembre 1912 à Thann (Haut-Rhin) et mort le 29 mars 1994, est un prêtre et historien français, spécialiste de l'Église catholique en Alsace.

## Biographie
Louis Kammerer naît à Thann où il effectue ses études secondaires, avant de les poursuivre chez les Jésuites à Dole. Il entreprend des études de lettres, entre au Séminaire de l'Institut catholique de Paris, puis au Grand Séminaire de Strasbourg. Il est ordonné prêtre le 16 juillet 1939. D'abord vicaire à Mulhouse, à la paroisse Sainte-Geneviève, puis aumônier au lycée de jeunes filles de la ville de 1945 à 1954, il est nommé curé à La Claquette, puis fonde l'Église du Christ Ressuscité de Strasbourg, où il exerce son ministère de 1959 à 1988, avant de se retirer chez les Petites Sœurs des pauvres.
Il publie d'abord une quarantaine d'articles relatifs à la liturgie et à l'œcuménisme, puis se tourne vers l'histoire après avoir repris la généalogie de sa famille, entreprise par son père.
À côté de très nombreuses publications érudites, son œuvre majeure – surnommée « le Kammerer » – est le Répertoire du clergé d'Alsace sous l'Ancien Régime (1648-1792), prolongé par un second volume, Le clergé constitutionnel en Alsace (1791-1802), deux volumes très utilisés par les historiens de l'Alsace.